# Convenção de Sentenças da Haia
A Convenção de Sentenças da Haia, formalmente a Convenção de 2 de julho de 2019 sobre o Reconhecimento e a Execução de Sentenças Estrangeiras em Matéria Civil ou Comercial, é um tratado internacional celebrado no âmbito da Conferência da Haia de Direito Internacional Privado, destinada a reger o reconhecimento de sentenças em matéria civil e comercial entre os Estados membros. Foi concluída em 2019 e entrará em vigor em 1º de setembro de 2023.

## História
A Conferência da Haia iniciou as discussões sobre o "projeto de sentenças" em 1996. O objetivo inicial era viabilizar o desenvolvimento de uma convenção sobre jurisdição e reconhecimento de sentenças. A jurisdição dentro de tal convenção seria classificada em três categorias: bases de jurisdição que eram obrigatórias, opcionais ou proibidas. Como os negociadores não conseguiram chegar a um consenso sobre tal convenção, o escopo do trabalho foi reduzido à jurisdição e ao reconhecimento de decisões baseadas em um acordo de escolha de foro entre as partes.
Durante as negociações, foram traçados paralelos entre a  Convenção de Nova York sobre sentenças arbitrais: o objetivo era criar um sistema de reconhecimento de decisões com base em processos judiciais em que o tribunal foi escolhido de acordo com acordos de escolha de tribunal, o que criaria o mesmo nível de previsibilidade e executoriedade que é o caso em sentenças arbitrais nos estados da Convenção de Nova York.
Os esforços levaram em 2005 a uma convenção com um escopo mais restrito: a  Convenção de Eleição de Foro, focada no reconhecimento de sentenças em que a jurisdição tenha sido assumida com base em um acordo de escolha de foro entre as partes. Após a conclusão da Convenção de Eleição de Foro, novas rodadas de negociações levaram à conclusão da Convenção de Sentenças da Haia em 2 de julho de 2019, no Palácio da Paz, na Haia.

## Signatários
Qualquer Estado pode se tornar parte da convenção, seja por meio de assinatura seguida de ratificação ou aceitação, seja por por meio de adesão posterior. A convenção entra em vigor 1 ano após 2 estados terem depositado seus instrumentos de ratificação/adesão, o que ainda não ocorreu.
A convenção foi assinada no dia de sua conclusão pelo Uruguai, em 2020 pela Ucrânia, em 2021 por Israel, Costa Rica e Rússia, em 2022 pelos Estados Unidos, e em 2023 pelo Montenegro e pela Macedônia do Norte. A União Europeia aderiu em agosto de 2022 com relação a todos os seus membros (exceto Dinamarca), e a Ucrânia, que já havia assinado o tratado, ratificou-o junto com a UE, formalizando, assim, a entrada em vigor do instrumento internacional para a data 1º de setembro de 2023, conforme critérios do Artigo 28 do tratado.